# Estnische Küche
Die estnische Küche (estnisch Eesti köök) ist stark von der skandinavischen Küche, der russischen Küche und der deutschen Küche beeinflusst. Charakteristisch ist, dass die Küche in Estland zumeist schlicht ist und vor allem mit Grundnahrungsmitteln wie zum Beispiel Sauerkraut, Schweinefleisch, Kartoffeln, sehr viel Milch und Milchprodukten sowie Waldfrüchten und Pilzen auskommt (wobei Pilze erst während des 20. Jahrhunderts ein Bestandteil der estnischen Küche wurden). Insbesondere Milch und andere Milchprodukte wie Buttermilch und Saure Sahne sind ein oft verwendeter Bestandteil estnischer Rezepte. Das bekannteste Nationalgericht ist die Winter- und Weihnachtsspeise verivorst (Blutwurst), serviert mit hapukapsad (Sauerkraut). Einige andere nationale Lebensmittel sind Mulgikapsad, Mulgipuder, Mulgikorp, Hapurokk, Käkisupp und Sõir.
In der estnischen Küche wird nur in Flüssigkeit, nicht aber im Wasserbad oder Wasserdampf gegart. Es wird ungern gewürzt und sehr mild gekocht, die verschiedenen Geschmacksrichtungen werden durch Wechsel der Kochflüssigkeit erreicht. Als Gewürze sind lediglich Dill für Strömlinge, Majoran für Blutwurst sowie Kümmel für Quark gebräuchlich, aber auch da nur in geringen Mengen. Seltener ist die Verwendung von Petersilie und Sellerie für Fleischsuppen, diese werden aber auch dort nur selten eingesetzt. Als Würzmittel sind Milch, süße und saure Sahne sowie Mischungen und Variationen daraus für fast alle estnischen Gerichte gebräuchlich. Warme Gerichte haben sich in Estland erst im 20. Jahrhundert verbreitet.
Ein bedeutendes Nahrungsmittel in Estland ist Fisch, der in der Ostsee oder in Seen im Landesinneren gefangen wird. Eine Fischkonserve nach sehr altem Rezept ist Revaler Killo. Ein typisches Gericht ist z. B. Salzhering mit gekochten Kartoffeln, saurer Sahne und geschnittenen Zwiebelringen als weiteren Zutaten.
Sehr wichtig sind auch Kartoffeln, die seit Ende des 19. Jahrhunderts Steckrüben und Speiserüben verdrängt haben. Trotzdem sind diese auch heutzutage noch beliebt.
Eines der ältesten estnischen Nahrungsmittel dürfte das Kamamehl sein. Dieser traditionelle Brei aus Getreide und Erbsen wird noch heute gerne als Nachtisch oder Kinderspeise gegessen. Eine estnische Süßigkeit ist kohuke, mit Quark und verschiedenen Aromen gefüllte Schokolade.
Wie ihre Nachbarn in Finnland und Russland stellen die Esten ihre eigenen alkoholischen Getränke her. Die beliebtesten alkoholischen Getränke sind das Bier (z. B. von den Brauereien Saku oder A. Le Coq), der regionale Wodka Viru Valge oder Saaremaa und der schmackhafte Gewürzlikör Vana Tallinn.

## Belege
1. ↑  Mulgi pudru valmistamine ja söömine Mulgimaal. In: Eesti Rahvakultuuri Keskus (Zentrum für estnische Volkskultur).
2. ↑  Mulgi korbi valmistamine ja söömine Mulgimaal. In: Eesti Rahvakultuuri Keskus (Zentrum für estnische Volkskultur).
3. ↑  Hapuroka tegemine ja söömine Kihnus. In: Eesti Rahvakultuuri Keskus (Zentrum für estnische Volkskultur).
4. ↑  Käkisupi keetmine ja söömine Hiiumaal. In: Eesti Rahvakultuuri Keskus (Zentrum für estnische Volkskultur).
5. ↑  Sõira tegemine Vana-Võromaal. In: Eesti Rahvakultuuri Keskus (Zentrum für estnische Volkskultur).
6. ↑  W. W. Pochljobkin: Nationale Küchen, Die Kochkunst der sowjetischen Völker. Verlag MIR, Moskau, und Verlag für die Frau, Leipzig, 2. Auflage 1988, ISBN 3-7304-0053-3; Seite 212ff.